# Eopenthes ambiguus
Eopenthes ambiguus is een keversoort uit de familie kniptorren (Elateridae). De wetenschappelijke naam van de soort is voor het eerst geldig gepubliceerd in 1885 door Blackburn.